# Титаренко Євдокія Іванівна
Євдокія Іванівна Титаренко (нар. 17 листопада 1938, місто Черкаси, тепер Черкаської області) — українська радянська діячка, ткаля Черкаського шовкового комбінату. Депутат Верховної Ради УРСР 10—11-го скликань.

## Біографія
Освіта середня спеціальна.
У 1957—1958 роках — штукатур Херсонського будівельного управління № 3.
У 1958—1968 роках — ткаля Херсонського бавовняного комбінату.
З 1968 року — ткаля Черкаського шовкового комбінату імені 60-річчя Жовтня.
Член КПРС з 1974 року.
Потім — на пенсії в місті Черкасах.

## Нагороди
- орден Леніна
- орден Трудового Червоного Прапора
- медалі
- лауреат Державної премії СРСР